# Етінам-Мерикур
Етінам-Мерикур (фр. Étinehem-Méricourt) — муніципалітет у Франції, у регіоні О-де-Франс, департамент Сомма. Етінам-Мерикур утворено 1 січня 2017 року шляхом злиття муніципалітетів Етінам i Мерикур-сюр-Сомм. Адміністративним центром муніципалітету є Етінам. Населення — 595 осіб (01.01.2021).